# Fontane di piazza Farnese

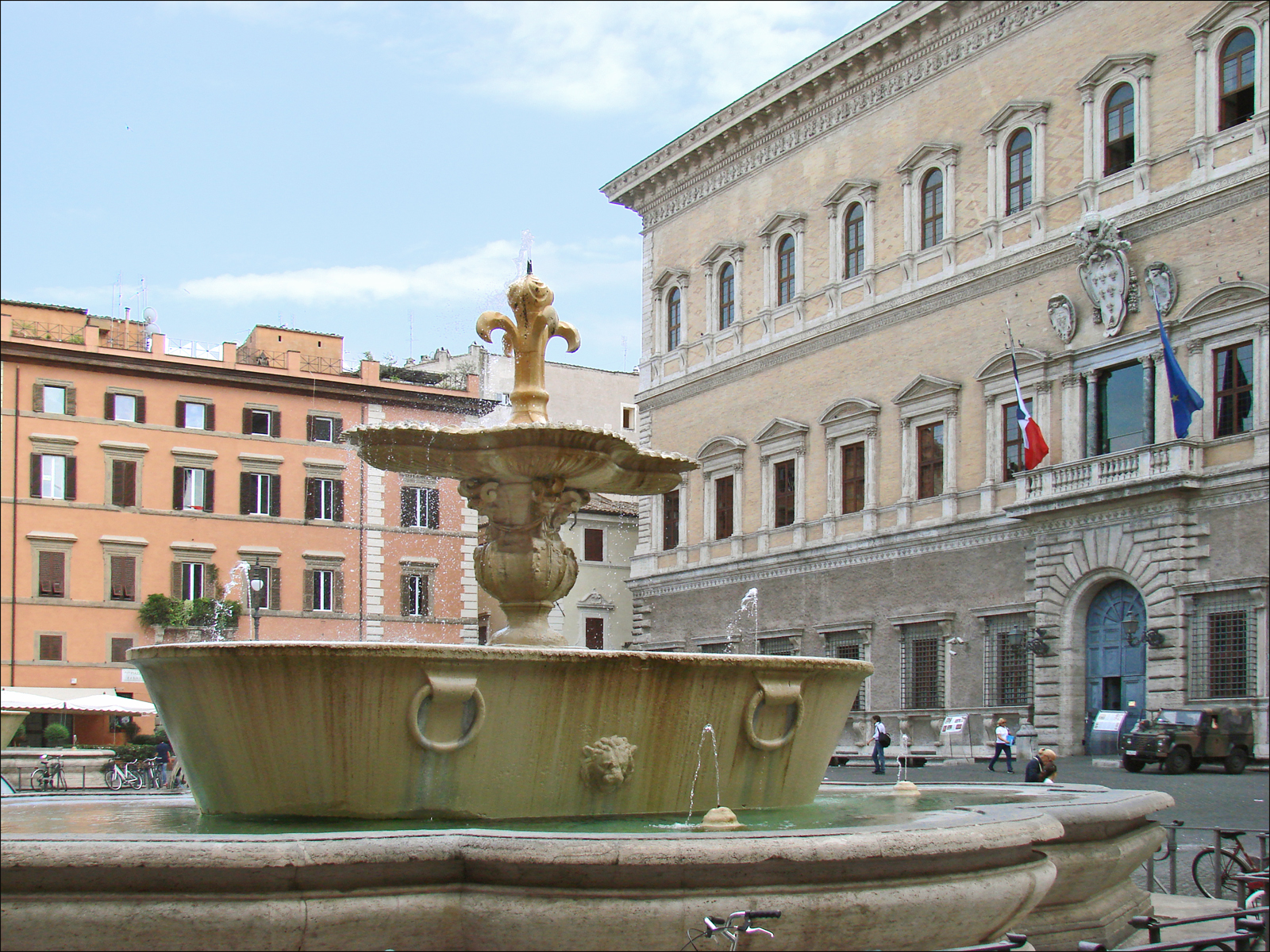
La fontana settentrionale (a sinistra del Palazzo Farnese)

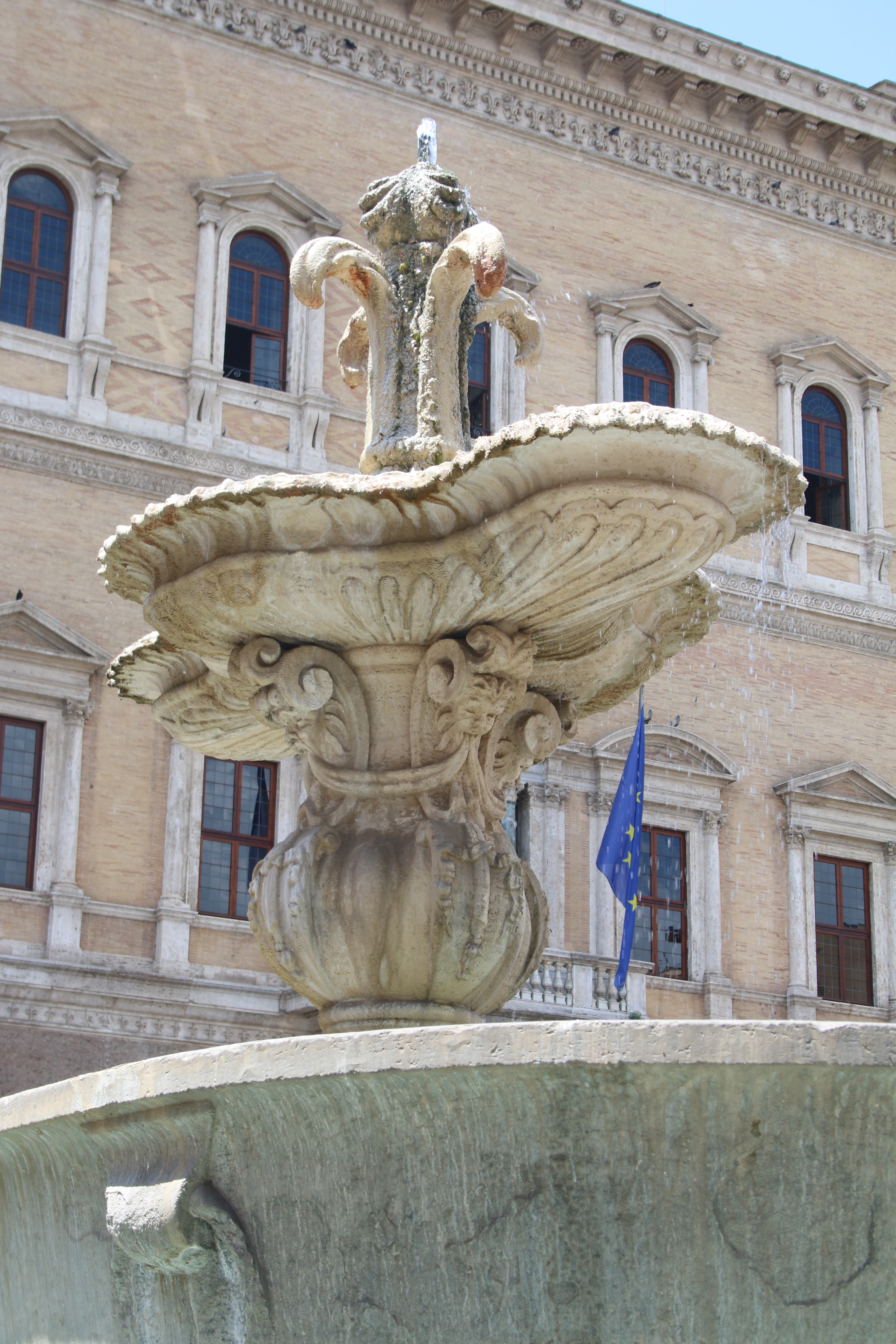
La fontana gemella meridionale, particolare

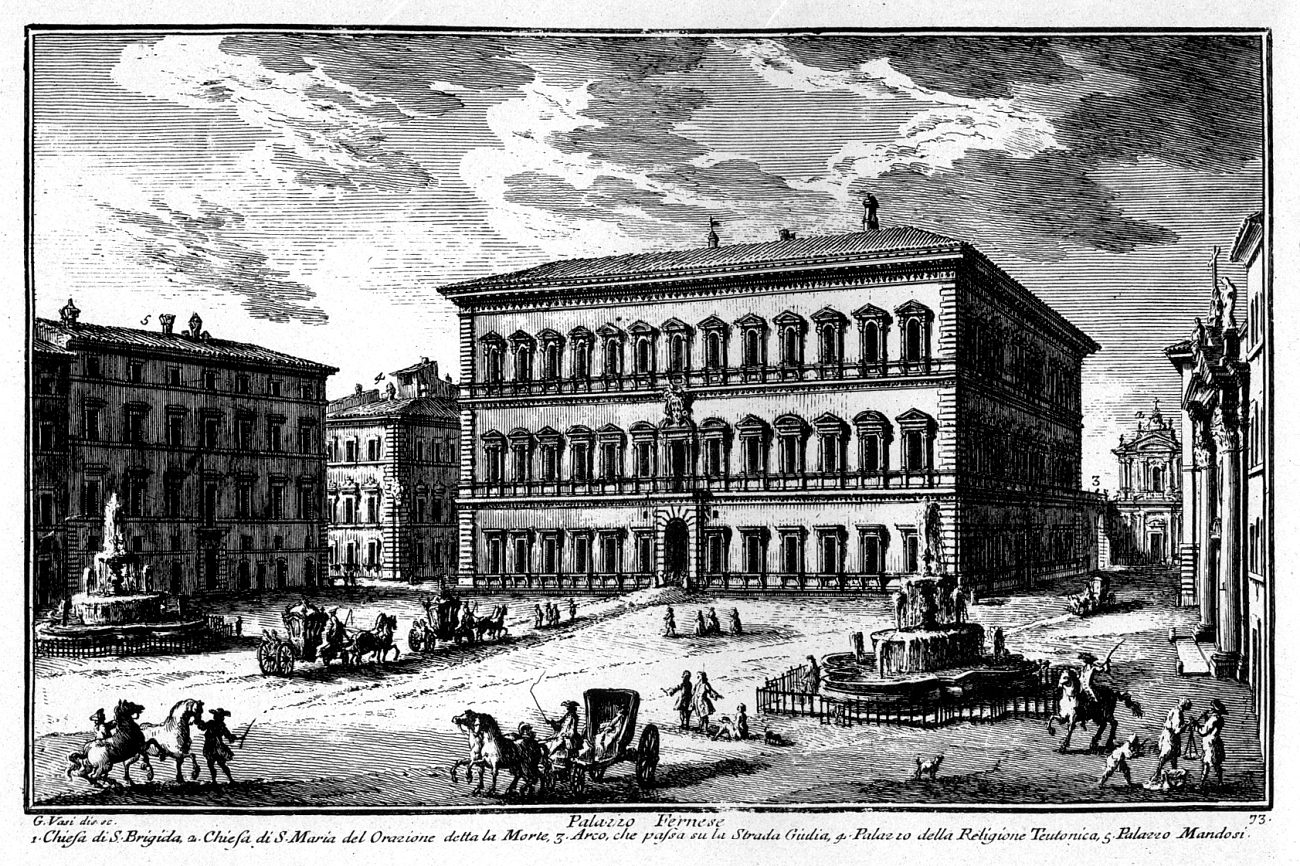
La piazza con le fontane, in un'incisione di G. Vasi

Le due fontane di piazza Farnese si trovano a Roma, nell'omonima piazza.

## Storia
Terminata nel 1545, piazza Farnese (allora “piazza del Duca”) era la piazza principale del rione Regola, dominata dall'imponente facciata del palazzo della famiglia Farnese, costruito pochi anni prima. Al centro della piazza papa Paolo III aveva fatto porre, togliendola da piazza San Marco (l'attuale piazza Venezia) dove era stata posizionata nel 1466, una vasca di granito, probabilmente “prelevata” dalle antiche Terme di Caracalla. La vasca doveva avere una semplice funzione ornamentale, visto che la zona non era sufficientemente servita da acquedotti che ne potessero consentire l'utilizzo come fontana, tant'è vero che era utilizzata anche come punto d'osservazione privilegiato per le feste, giostre, tornei, naumachie, e per gli spettacoli di corrida che venivano organizzati nella piazza. La vasca aveva forma oblunga ovaleggiante, con i lati maggiori retti e quelli minori curvi, con il bordo superiore più ampio di quello inferiore, ed era ornata, all'esterno dei lati lunghi, di due maniglioni e una testa di leone centrale.
Una seconda vasca, praticamente uguale alla precedente e probabilmente della stessa provenienza, si trovava anch'essa, sempre dal 1466, in piazza San Marco. Una quarantina d'anni dopo aver sistemato la prima, il cardinale Alessandro Farnese riuscì ad ottenerla, in cambio di un'altra più piccola, e la trasferì nella piazza di fronte al proprio palazzo, sistemandole entrambe nella posizione che occupano attualmente le fontane. Poiché all'epoca si stava realizzando il grande acquedotto dell'“Acqua Vergine”, è probabile che il cardinale avesse già intenzione di farne una coppia di fontane, e volesse intanto predisporre le vasche in attesa che i condotti portassero l'acqua anche alla piazza.
Ma non ci arrivò mai in quantità sufficiente. Fino all'inizio del XVII secolo, infatti, le aree a destra del Tevere ed alcune sulla sinistra (tra cui i rioni Regola e Ponte) erano ancora scarsamente approvvigionate d'acqua, e la dotazione idrica delle zone di Trastevere, del Vaticano e di Borgo fu uno dei primi problemi affrontati dal papa Paolo V appena eletto. In realtà, come già per alcuni dei suoi recenti predecessori, il fine ultimo del pontefice era di poter disporre di una cospicua riserva d'acqua corrente per i giardini della sua residenza vaticana, ma il Comune di Roma accettò di contribuire alle spese per il ripristino dell'antico acquedotto Traiano che, ricevendo acqua dal lago di Bracciano, avrebbe consentito l'autonomia idrica delle zone a destra del fiume. Iniziati i lavori nel 1608, nel 1610 il progetto principale fu portato a termine, al quale vennero aggiunte alcune condotte secondarie che consentissero all'acqua di raggiungere, tra l'altro, il Vaticano e il rione Borgo e di alimentare alcune fontane progettate o rinnovate per l'occasione. Un secondo ramo, appoggiandosi su Ponte Sisto, fu portato sul lato sinistro del Tevere e da lì verso nord, parallelamente al fiume, in modo da soddisfare le necessità dei rioni Regola e Ponte, non sufficientemente serviti dagli altri acquedotti.
Approfittando di questa diramazione e della disponibilità d'acqua concessa ai Farnese, l'architetto Girolamo Rainaldi nel 1626 poté finalmente trasformare le due vasche di piazza Farnese in altrettante fontane. Ispirandosi ai modelli dellaportiani le sistemò infatti all'interno di altrettante vasche in travertino molto più grandi, anch'esse di forma oblunga con i lati marcatamente bombati e poggiate su un gradino, e vi posizionò al centro un ricco balaustro a forma d'anfora sul quale era posta un'ulteriore vasca di forma simile a quella più esterna, ma molto più piccola (circa ¼ in lunghezza), sormontata dal giglio araldico dei Farnese. Ben sette erano i punti da cui fuoriusciva l'acqua: lo zampillo centrale dal giglio superiore, due alle estremità della vasca romana, e altri quattro nella vasca più grande, in corrispondenza delle bombature.
Le due fontane differiscono per pochi particolari: quella settentrionale è leggermente più piccola e meglio conservata dell'altra, con segni di restauri visibili soprattutto nelle teste leonine; l'altra, invece, non sembra aver subito interventi d'epoca, e risulta quindi più vicina alla lavorazione originaria. Ebbe però necessità d'un restauro nel 1938-39, mentre un ulteriore intervento, che coinvolse entrambe le fontane, fu effettuato nel 1992-93. L'ultimo, sulla sola fontana meridionale, nel 2007.